# Мясо-яичные породы кур
Мясо-яичные породы кур получены из необходимости найти золотую середину между породами мясной и яичной направленности. Из-за усреднённых показателей продуктивности они не используются в промышленности,  но вполне подходят для выращивания на приусадебных участках куроводами-любителями. Их также сохраняют как генетический резерв.

## История
Впервые мясо-яичные породы начали выводить в США со второй половины XIX столетия для разведения на ранчо. Североамериканские мясояичные породы — плимутрок, доминикская, род-айланд, виандот, нью-гемпшир, шантеклер, джерсийский гигант — в большинстве своём получены путём скрещивания представителей мясных и яичных пород, а потому сочетают в себе как относительно хорошую яйценоскость (150—180 яиц в год, джерсийский гигант — до 215 яиц в год), так и достаточно большую живую массу тела (петухи до 6,0 кг; куры 2,0-3,0 кг). К концу столетия мясо-яичные породы появились также в прикарпатских землях (карпатская зеленоножка). В СССР отечественные мясо-яичные породы были массово выведены в 1950—60 годах XX столетия, то есть когда птицеводческая отрасль ещё не была поставлена на промышленную основу. В этот период советскими куроводами создано около 20 пород и ещё большее количество породных групп: кучинская юбилейная, адлерская серебристая, полтавская, московская. Позднее большинство мясо-яичных пород были вытеснены из птицефабрик как малорентабельные. К плюсам мясо-яичных пород относятся неприхотливость к условиям содержания, способность фуражировать, достаточно высокие показатели выносливости, оплодотворяемости, сохранности молодняка и взрослой птицы, а также довольно высокие вкусовые качества как мяса, так и яйца. С другой стороны, мясо-яичная птица нуждается в обширных выгулах, часто не выносит содержания в клетках и скученности, относительно медленно растёт (в возрасте 8—9 недель живая масса достигает 0,9—1,0 кг), часто встречаются плохие несушки.